# Arrhenatherum calderae
Arrhenatherum calderae är en gräsart som beskrevs av Alfred Hansen. Arrhenatherum calderae ingår i släktet knylhavren, och familjen gräs. Inga underarter finns listade i Catalogue of Life.